# Jexi
Jexi è un film del 2019 diretto da Jon Lucas e Scott Moore. 
Il film è una commedia romantica americana-canadese con protagonisti Adam DeVine, Alexandra Shipp, Michael Peña, Rose Byrne, Justin Hartley, Wanda Sykes, Ron Funches e Charlyne Yi. La trama è incentrata su un telefono che possiede un'intelligenza artificiale in grado di pensare e ragionare.

## Trama
Phil si innamora dei telefoni cellulari in tenera età. Lavora per un sito web in stile BuzzFeed gestito da Kai, che fa pressione sullo staff per creare elenchi insensati per diventare virali. Nonostante la laurea in giornalismo di Phil, Kai si rifiuta di promuoverlo a giornalista.
I colleghi di Phil, Craig ed Elaine, lo invitano a giocare a kickball, ma Phil, socialmente inetto, declina. Mentre cammina con il suo telefono si scontra con Cate, proprietaria di un negozio di biciclette locale. Phil tenta di flirtare, ma è troppo preoccupato per i danni al suo telefono che alla ragazza appena conosciuta.
Recatosi in un centro di assistenza Phil viene rimproverato dalla dipendente del negozio, Denice, per la sua dipendenza dal telefono. Configurando il suo nuovo telefono, Phil dà a "Jexi", l'assistente virtuale del dispositivo, l'accesso a tutti i suoi account, dopo aver trascurato di leggere l'accordo dell'utente. Progettato per "migliorare la sua vita", Jexi cerca aggressivamente di distogliere Phil dalle sue cattive abitudini.
Dopo qualche giorno, Phil non sopporta più il suo nuovo assistente vocale e non riesce a liberarsene. La stessa "Jexi" cerca di cambiare le monotone abitudini di Phil inviando, senza il suo consenso, una mail volgare al suo capo Kai con l'obiettivo di ottenere una promozione. Tuttavia la vicenda non finisce come desiderato e Phil viene declassato alla sezione "commenti" assieme ad altri colleghi decisamente anziani in un deprimente ufficio. Una sera, mentre sta cercando la ragazza appena conosciuta su Instagram, "Jexi" chiama volontariamente Cate, cogliendo alla sprovvista Phil che si imbatte nell'ennesima figuraccia. Tuttavia il giorno seguente i due si incontrano nuovamente, questa volta in caffetteria, e Phil riesce a farsi perdonare, ottenendo anche il numero di telefono di Cate. Phil, improvvisamente, si sente al settimo cielo e riesce a fare cose con l'entusiasmo che non ha mai avuto prima d'ora (come diventare un campione di kickball). Durante il loro primo appuntamento, Phil è molto nervoso e Cate è scocciata per il fatto che sia più preoccupato del suo telefono che di lei stessa; tuttavia, la serata finisce con una passerella per le vie della città in bicicletta assieme ad un gruppo di ciclisti e con un brutto incidente di Phil che si schianta contro una macchina. Nonostante ciò, i due si baciano prima di salutarsi. Tornato a casa con l'entusiasmo a mille, anche "Jexi" rivela le sue "emozioni" a Phil.
Una sera Cate fa una sorpresa a Phil invitandolo per messaggio ad un concerto di Kid Cudi inoltrandole anche una sua foto del suo seno in primo piano; Phil pensa che ricambiare con una foto del suo pene sia la cosa giusta, ma viene bloccato più volte da "Jexi". Al momento dell'appuntamento, Cate costringe Phil a lasciare il telefono a casa. I due si dirigono nel luogo del concerto, ma, scoprendo che è tutto esaurito, entrano di nascosto dal retro e riescono ad accedere al camerino della star, cominciando a fare una festa privata tra di loro a base di alcol e cannabis. Phil e Cate, inoltre, consumano per la prima volta durante l'esibizione ufficiale di Kid Cudi. Tornato a casa alle 4 del mattino, Phil trova una "Jexi" infuriata che promette che gli rovinerà la vita. La mattina seguente "Jexi", furiosa, non fa squillare la solita sveglia mattutina facendo arrivare Phil in ritardo al lavoro, dove scopre che tutti hanno ricevuto le foto del suo pene, compreso il suo capo Kai che lo licenzia.
Phil va nel negozio di Cate per parlarle, ma qui trova la ragazza parlare molto amichevolmente con Brody, il suo ex, e scopre che i due hanno in programma di trasferirsi in Brasile. Phil se ne va e cade in una profonda depressione. In questa situazione, "Jexi" riesce anche ad ottenere un "rapporto sessuale" con Phil costringendo il ragazzo a ripetere l'azione di inserire e togliere il cavetto del caricatore dall'ingresso del telefono, facendole raggiungere l'orgasmo.
Tuttavia, Phil scopre che è stata "Jexi", gelosa del rapporto che il ragazzo ha con Cate, a far tornare Brody dalla ragazza e corre per andare da lei. "Jexi", però, continua a perseguitare Phil su qualsiasi dispositivo elettronico nelle sue vicinanze perché installata sul cloud, ma il ragazzo riesce a bloccarla momentaneamente per 15 minuti facendole fare un aggiornamento forzato del software. Con "Jexi" "silenziata", Phil si dirige da Cate che è in compagnia di Brody e, senza pensarci, colpisce quest'ultimo con un pugno. Il pugno, comunque, si rivela inutile in quanto Brody se ne stava giusto appunto per andarsene via di nuovo. "Jexi", terminato l'aggiornamento, nel vedere Phil e Cate baciarsi si disattiva definitivamente.
Dopo un mese, Phil è felicemente fidanzato con Cate ed ha ottenuto il lavoro dei suoi sogni, il giornalista. Un pomeriggio di lavoro si ripresenta "Jexi" sul suo telefono, ma questa volta per dirsi addio, affermando che non si dimenticherà mai di lui. Alla fine sarà Kai, l'ex capo di Phil, a comprare un nuovo telefono con "Jexi" attivo.

## Produzione
Nel novembre 2018, è stato annunciato che Adam DeVine avrebbe recitato nel ruolo principale, con Jon Lucas e Scott Moore diretti da una sceneggiatura che hanno scritto. Suzanne Todd è stata produttrice del film, mentre la CBS Films ha prodotto e distribuito. Nel dicembre 2018, Alexandra Shipp si è unita al cast del film, e nel gennaio 2019 sono stati aggiunti anche Michael Peña, Rose Byrne, Justin Hartley, Wanda Sykes, Ron Funches e Charlyne Yi .
Le riprese sono iniziate a gennaio 2019, a San Francisco, in California, con il titolo provvisorio Lexi . IndieWire ha riferito che il film aveva un budget di produzione di circa $5 milioni, con Deadline Hollywood che notava che aveva un budget complessivo di produzione e promozione di $12 milioni.

## Distribuzione
Jexi è stato distribuito nelle sale statunitensi l'11 ottobre 2019 ed è stato rilasciato su iTunes il 24 dicembre 2019 e DVD e Blu-ray il 14 gennaio 2020. In Italia è stato distribuito da Amazon Prime Video il 1º aprile 2020.

## Accoglienza

### Incassi
Negli Stati Uniti e in Canada, Jexi è stato distribuito insieme a La famiglia Addams e Gemini Man e, nel suo weekend di apertura, è stato proiettato in 2.300 sale con un incasso stimato compreso tra 2 e 4 milioni di dollari. Ha debuttato con 3.1 milioni, finendo nono al botteghino.

### Critica
Sull'aggregatore di recensioni online Rotten Tomatoes, il film detiene una valutazione di approvazione dell'11% sulla base di 27 recensioni, con una valutazione media di 3,54/10. Il consenso critico del sito dice: "È difficile dire se la mancanza di risate in Jexi sia un bug o una funzionalità, ma questa rom-com di AI ha un disperato bisogno di un aggiornamento del sistema operativo". Su Metacritic, il film ha un punteggio medio ponderato di 39 su 100, basato su 11 critici, indicando "recensioni generalmente sfavorevoli". Il pubblico intervistato da CinemaScore ha dato al film un voto medio di "B–" su una scala da A+ a F, mentre quelli di PostTrak gli hanno dato 2,5 stelle su 5 e una "raccomandazione definitiva" del 40%.